# Grant Imahara
Grant Imahara, född 23 oktober 1970 i Los Angeles, död 13 juli 2020 i Los Angeles, var en amerikansk elektroingenjör och robotbyggare. Han var en av medlemmarna i den amerikanska TV-serien Mythbusters och White Rabbit Project.